# في الداخل (مسلسل)
في الداخل (بالتركية: İÇERDE) مسلسل بوليسي درامي تركي مقتبس من الفيلم الشهير المغادرون، والمقتبس بدوره من الفيلم الصيني (Internal Affairs). المسلسل من بطولة شاتاي أولسوي وأراس بولوت إينيملي وتحسين تيكندور. تدور أحداث المسلسل في الشرطة عندما يعرض مدير أحد أقسام الشرطة في إسطنبول على صرب (شاتاي أولسوي) أن يدخل داخل أحد عصابات المافيا ليكون منهم حتى يكشف جرائمهم فيوافق لكي ينتقم من تحسين تيكندور (بابا جلال) الذي دمر حياته من قبل وخطف أخاه الصغير (أوموت) لضمان سكوت والده (متين يلماز) الذي كان يعمل قاتلًا مأجورًا لديه. وفي نفس الوقت، زعيم هذه المافيا بابا جلال زرع جاسوسًا (مارت كاراداغ) أراس بولوت إينيملي وهو أحد أبنائه بالتبني والحقيقة (هو نفسه الطفل أوموت الذي خطفه جلال من قبل 20 سنة وسلمه لأكبر شبكة مافيا أطفال في إسطنبول والتي عاش بها أسوء أيامه)، داخل الشرطة ليتستر على جرائمهم ويكون يده الخفية عند الشرطة، فتحصل العديد من الصدامات والعداوات بين صارب يلماز ومارت كاراداغ اللذان كان كل منهما يبحث عن ماضيهما ولكن لا يعلمان إنهما بالفعل أخوان.

## القصة
يروي المسلسل قصة «صرب» وأخيه الأصغر «أوموت» الذي يتم اختطافه عندما كان في الثالثة من عمره من قبل «جلال بائع الكباب» صاحب سلسلة مطاعم شهيرة وزعيم عصابة تقوم بالكثير من الأعمال غير المشروعة، يقوم جلال بتربية «أوموت» ويغير اسمه إلى «مارت»، ثم يدخله كلية الشرطة حتى يكون عين جلال داخل الشرطة ويسهل له الكثير من الأمور ويكسب ثقة «يوسف كايا» رئيس المباحث الذي يريد القبض على جلال منذ 20 عامًا لكنه لا يملك الأدلة التي تدينه. في الوقت ذاته فإن «صرب» يلتحق بكلية الشرطة ذاتها وبالدفعة ذاتها التي يدرس بها «مارت» دون أن يعرف أيًا منهما الآخر، فقط ما يجمعهما هو المنافسة والغيرة حيث يحقق «صرب» المرتبة الأولى في الجامعة بينما يأتي مارت في الثانية.
في حفل تخرج الجامعة يُفاجَئ الجميع بأن رئيس المباحث يوسف يطرد صرب من الجامعة لأن والده كان محكومًا عليه بالسجن ويتهمه أنه أحد معاوني جلال. كانت تلك خطة بين يوسف وصرب لا يعلمها غيرهم حتى يدخل صرب في عصابة جلال باعتباره رجل شرطة مرفوضًا من عمله وناقمّا على رجال الشرطة جميعًا، وبالفعل ينجح في أن يستحوذ على ثقة جلال، في الوقت الذي ينجح فيه مارت في أن يصبح معاون يوسف.
كلًا من الشقيقين تم زرعهما في فريق الآخر، كل منهما أصبح «في الداخل» ومن هنا جاءت تسمية المسلسل بهذا الاسم.

## نسبة المشاهدة
كما أن المسلسل حصل على أعلى نسب مشاهدة حينئذ في تركيا ليوم الاثنين (يوم عرضه) متفوقًا على كل المسلسلات التركية وقد قام بتوقيف بعض المسلسلات بسبب ارتفاع نسبته التي تأتي في نفس اليوم.
وحازت الحلقة الأولى على مشاهدات عالية في اليوتيوب حيث وصلت إلى 18 مليون مشاهدة

## الممثلون والشخصيات
- شاتاي أولسوي بدور صرب يلماز
- أراس بولوت إينيملي بدور مارت كاراداغ / اوموت يلماز
- شتين تكيندور بدور جلال دومان
- بانسو سورال بدور ملك
- داملا جولباي بدور ايلام
- مصطفى اوغورلو بدور المدير يوسف
- رضا كوجا أوغلو بدور داوود
- نيهال كولداش بدور فسون
- نبيل صاين بدور جوشكون

## روابط خارجية
- في الداخل على موقع IMDb (الإنجليزية)
- في الداخل على موقع كينوبويسك (الروسية)
- في الداخل على موقع قاعدة بيانات الفيلم (الإنجليزية)